# Feederrute
Eine Feederrute ist eine Angelrute, welche hauptsächlich zum Feederfischen eingesetzt wird. 
Feederruten sind Ruten mit einem eher kräftigen Rutenblank und (sehr) feinen, austauschbaren Spitzen aus mit Glas- oder Kohlenstofffasern verstärktem Kunststoff. Der kräftige Blank wird zum Werfen der mitunter sehr schweren Futterkörbe (bis zu ca. 250 g) benötigt, die feine Spitze dient der Bisserkennung. Beim Feedern wird die Montage auf Grund gelegt und die Schnur gestrafft. Beißt nun ein Fisch, so erkennt man dies durch ein Zittern oder Rucken der Spitze in Schnurrichtung (90°-Winkel zwischen Schnur und Spitze erforderlich). Da eine zu feine Spitze auch durch Wind oder Strömung bewegt wird und eine Bissanzeige dadurch unmöglich ist, gibt es zu jeder Rute verschieden starke Wechselspitzen, mit welchen die Rute den Wetter- und Gewässerverhältnissen angepasst werden kann. Man unterscheidet Light- und Heavy Feederruten. Erstere sind für den Einsatz in Seen bzw. im Uferbereich gedacht und haben ein geringes Wurfgewicht sowie eine durchgehende Aktion (Biegekurve). Zweitere eignen sich hauptsächlich für strömende Gewässer bzw. die Fischerei auf große Distanz. Ihre Aktion ist daher eher steif bzw. stabil.